# الپباخ
الپباخ (به آلمانی: Alpbach) یک روستا، Landgemeinde و municipality of Austria در اتریش است که در تیرول واقع شده‌است.

## خصوصیات
الپباخ ۵۸٫۳۸ کیلومترمربع مساحت دارد ۹۷۵ متر بالاتر از سطح دریا واقع شده‌است.